# Megaselia superfurcata
Megaselia superfurcata is een vliegensoort uit de familie van de bochelvliegen (Phoridae). De wetenschappelijke naam van de soort is voor het eerst geldig gepubliceerd in 1928 door Schmitz.